# Richard Bourke

Richard Bourke (1829)

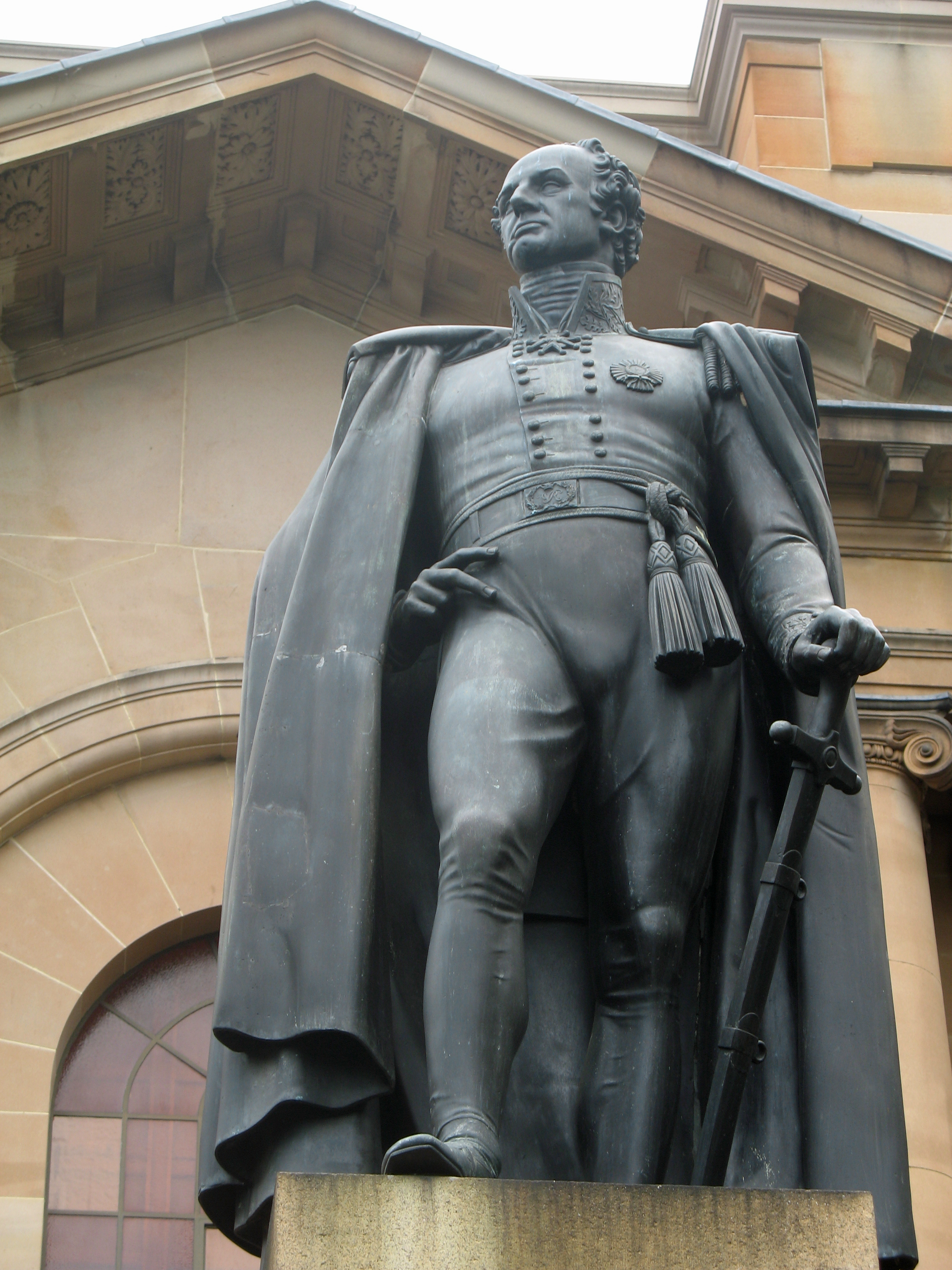
Richard Bourke-Statue vor der State Library of New South Wales in Sydney.

Sir Richard Bourke KCB (* 4. Mai 1777 in Dublin; † 13. August 1855 bei Limerick) war General der Britischen Armee, ferner war er zwischen 1831 und 1837 Gouverneur der australischen Kolonie New South Wales.

## Leben
Bourke ging in Westminster zur Schule und studierte Recht am Christ Church College. Im Jahre 1800 heiratete er Elizabeth, die jüngste Tochter von John Bourke, mit der er zwei Söhne und drei Töchter hatte. Sein Sohn John war ein Invalide und sein Sohn Richard (1812–1904) war von 1831 bis 1834 sein Privatsekretär in New South Wales, bevor er zum Jura-Studium nach England zurückging.
Bourke starb bei Limerick in Irland im Jahre 1855 und wurde in Castleconnell beerdigt.

## Militärische Laufbahn
Am 22. November 1798 trat er als Ensign und Lieutenant der Grenadier Guards in die Britische Armee ein, nahm unter Frederick Augustus, Duke of York and Albany 1799 am Invasionsversuch in Holland teil, wo er verwundet wurde. Am 25. November 1799 wurde er zum Lieutenant und Captain und am 27. August 1805 zum Major befördert. Im Jahre 1806 wurde er Superintendent des Royal Military College im Rang eines Lieutenant-Colonel. Er wurde nach Südamerika beordert und nahm an der Belagerung von Montevideo und an einer Expedition gegen Buenos Aires teil. Von 1812 bis 1814 war er in A Coruña im spanischen Galicien stationiert und wurde am 4. Juni 1814 zum Colonel befördert. Am 15. Juni 1825 wurde er auf Malta zum Major-General befördert. Bourke wurde für seine Verdienste zum Lieutenant-Governor des Ost-Districts der Kapkolonie in Südafrika ernannt. Bourke verließ das Kap im September 1828 und ging im Jahre 1831 als Gouverneur nach New South Wales. 1837 wurde er dort zum Lieutenant-General befördert und nach seiner Rückkehr nach Irland 1851 zum General.
In Anerkennung seiner Leistungen wurde er 1835 als Knight Commander des Order of the Bath geadelt.

## Gouverneursamt
Bourke war ein fähiger, aber umstrittener Gouverneur. Er ging gegen die unmenschliche Behandlung und Bestrafung Gefangener vor. Er erließ den „The Magistrates Act“, der die Anzahl der Peitschenhiebe begrenzte und limitierte die Anzahl der Strafgefangenen je Unternehmer auf 70. Bourke ordnete ausreichende Essensrationen für Gefangene an. Ferner ermöglichte er, dass dies durch Zutritt auf Grundstücke der Unternehmer kontrolliert werden konnte und dass angeklagte Strafgefangene rechtliche Unterstützung erhielten. Es gibt Auffassungen, dass die Aufhebung der Gefangenenstraf-Transporte nach Australien im Jahre 1840 auf ihn und seine Anordnungen zurückgehen.
Bourke, der feststellte, dass die Kinder in New South Wales kaum Schulbildung bzw. sehr schlechte an kirchlich geführten Missionsstationen erhielten, erklärte gegen die anglikanische Kirche von Australien und die Staatskirche New South Wales, dass jeder vor dem Gesetz gleich sei. Er unterstützte und förderte die Bildung von Schulen.
Im Jahre 1835 proklamierte Bourke Australien zur Terra nullius (Niemandsland), als John Batman einen Vertrag, den Batman’s Treaty, mit Aborigines über die Nutzung von 2.000 Quadratkilometer Land abschloss. Dies bedeutete, dass die Aborigines keinerlei Eigentumsrechte an ihrem traditionellen Land hatten, dass sie weder Land besitzen noch vertragliche Regelungen über Nutzungen darüber abschließen konnten.

## Namensgebung
Er benannte die Stadt Melbourne nach William Lamb, 2. Viscount Melbourne, einem Premierminister des Vereinigten Königreichs. Es gibt die Bourke Street in Melbourne, die im zentralen Geschäftsviertel der Stadt liegt, hier steht auch Bourke Place, ein Wolkenkratzer. Des Weiteren gibt es die Stadt Bourke in New South Wales. Eine Statue von ihm steht vor der Library of New South Wales in Sydney.
Nach Richard Bourke sind auch die australischen Bourke-Inseln in der Torres-Strait benannt. Der Bourkesittich ist ebenfalls nach ihm benannt.